# Ердрі (Шотландія)
Е́йрдрі (англ. Airdrie, шотл. Airdrie, шотл. гел. An Àrd Ruigh, An Àrd Àirighe) — місто в центрі Шотландії, в області Північний Ланаркшир.
Населення міста становить 35 520 осіб (2006).